# Siw Inger
Pour les articles homonymes, voir Inger.
Siw Inger, de son vrai nom Siv-Inger Svensson (née le 7 mars 1953 à Laholm) est une chanteuse suédoise.

## Biographie
Travaillant comme standardiste à ses débuts, elle commence sa carrière au début des années 1970 dans son pays natal. En 1972, elle sort son premier disque en allemand. Elle fait plusieurs versions germanophones de titres internationaux de Dr. Hook, Luv', Blondie ou The Carpenters. Malgré ses faibles ventes, un fan-club se crée.
De 1987 à 1994, elle est mariée au grossistes en bois de Hambourg Christian Schlobach. Après le divorce, elle retourne vivre en Suède.

## Discographie

### Singles(sélection)
| Année | Single                                                                            | Label      |
| ----- | --------------------------------------------------------------------------------- | ---------- |
| 1971  | Någon att älska (Someone to Love Me) / Violer till mor (sous le nom de Siv-Inger) | Columbia   |
| 1972  | Nån’ting händer (Something Tells Me) / Hej där nya dag (Goodbye Yesterday)        | Columbia   |
| 1972  | Es tut gut / Ich hab’ mich für dich entschieden                                   | Columbia   |
| 1973  | Mittsommernacht / Und schaust du her                                              | Columbia   |
| 1973  | Ich hab’ es gern (Top of the World) / Erste Liebe, erste Küsse                    | Columbia   |
| 1974  | Was ist mit Livingstone (What About Livingstone) / Aber dann…                     | Columbia   |
| 1975  | Er war wie du / Junger Wein                                                       | RCA Victor |
| 1976  | Jedes Kind braucht einen Namen / Wir haben so vieles gemeinsam                    | RCA Victor |
| 1976  | Seit Sonntag / Ein Wort, die Liebe und zwei Silben                                | RCA Victor |
| 1977  | San Diego Train / Sei mein Freund                                                 | RCA Victor |
| 1977  | Ein Sonnenstrahl / Ein Sonnenstrahl                                               | Polydor    |
| 1977  | Warum kann ich nicht die andere sein / Meine Gedanken sind nur bei dir            | Polydor    |
| 1977  | Du haust ganz schön auf die Pauke / Ruf mich an                                   | Polydor    |
| 1978  | Hey, nur nicht drängeln, junger Mann / Man muß auch mal nein sagen können         | Polydor    |
| 1979  | Komm und spiel mit mir (Trojan Horse) / San Antonio Highway                       | Polydor    |
| 1979  | Und ich tanz’ allein in den Morgen / Ein Band mit deinem Namen                    | Polydor    |
| 1979  | Farben (Maybe) / Beim Sirtaki in Berlin                                           | Polydor    |
| 1980  | Sexy Eyes / Wenn das eine Sünde war                                               | Toledo     |
| 1980  | Die Zeit ist reif (The Tide Is High) / Ich war niemals Deine Frau                 | Toledo     |
| 1981  | Keine Angst, das kann man lernen / Wär’ ich noch siebzehn                         | Toledo     |
| 1983  | Geh mit mir durch die Nacht / Wenn du glaubst                                     | Mercury    |
| 1984  | Leben, Lieben, Lachen / Liebe braucht Phantasie                                   | Mercury    |
| 1985  | Liebe ist (Perhaps Love) / Träume in der Einsamkeit (avec Tony Holiday)           | Metronome  |
| 1986  | Mitten im Strom / Weiße Wolken in den Schuh’n                                     | Eichhorn   |

### LPs
| Année | Titre          | Chanson                                                                                         | Compositeur/Auteur                                                          |
| ----- | -------------- | ----------------------------------------------------------------------------------------------- | --------------------------------------------------------------------------- |
| 1973  | Siv-Inger      | Jag Bara Sjunger (Happy Song)                                                                   | G. Sacher, B. Sundström                                                     |
| 1973  | Siv-Inger      | En Man Var Den Som Tog Och Gav (Minstrel of the Dawn)                                           | G. Lightfoot, Å. Arenhill                                                   |
| 1973  | Siv-Inger      | En Liten Tår (Und schaust du her)                                                               | H. Olden, B. Sundström                                                      |
| 1973  | Siv-Inger      | Följ Med Mig Till Min Ö I Morgon                                                                | Bo Dahlman                                                                  |
| 1973  | Siv-Inger      | Det Jag Önskar Dej (The World I Wish for You)                                                   | R. Cook, R. Greenaway, B. Backer, B. Davis, H. Franzén                      |
| 1973  | Siv-Inger      | En Håttespeleman                                                                                | Evert Taube                                                                 |
| 1973  | Siv-Inger      | Midsommarnatt (Mittsommernacht)                                                                 | H. Olden, B. Sundström                                                      |
| 1973  | Siv-Inger      | Om Det Inte Var För Att Jag Höll Så Mycket Av Dej (If It Wasn’t for the Reason That I Love You) | R. Cook, R. Greenaway, L. Wiggman                                           |
| 1973  | Siv-Inger      | Min Ros, Den Blommar Ännu                                                                       | D. Ginger, J. Belle                                                         |
| 1973  | Siv-Inger      | Låt Honom Gå (Home of the Brave)                                                                | Mann, Weil, L. Berghagen                                                    |
| 1973  | Siv-Inger      | Låt Mig Tycka Om Dig (Why)                                                                      | DeAngelis, Marucci, P. Ekberg                                               |
| 1973  | Siv-Inger      | John Blund (Sandmann, lieber Sandmann)                                                          | W. Richter, W. Krumbach, S. Carlberg                                        |
| 1977  | Morgon         | Morgon                                                                                          | Bert Östlund, Rosemarie Gröning                                             |
| 1977  | Morgon         | Om Alla Vågar Tycka Om Varann (If Everybody Loved the Same as You)                              | Geoff Stephens, Ingela Forsman                                              |
| 1977  | Morgon         | Jag Får Inte Tänka På Dig (I Can’t Get You Outa My Mind)                                        | Beatrice Verdi, Christine Yarian, Ingela Forsman                            |
| 1977  | Morgon         | Jag Hör En Sång                                                                                 | Ingela Forsman, Marcus Österdahl                                            |
| 1977  | Morgon         | Violin                                                                                          | Bert Östlund, Rosemarie Gröning                                             |
| 1977  | Morgon         | Kom Tillbaka (Come on Over)                                                                     | Barry Gibb, Ingela Forsman, Robin Gibb                                      |
| 1977  | Morgon         | Låt Mig Lära Känna Dig (Let Me Get to Love You)                                                 | Bengt Palmers                                                               |
| 1977  | Morgon         | Milda Makter                                                                                    | Bert Östlund, Rosemarie Gröning                                             |
| 1977  | Morgon         | Nu (Words)                                                                                      | Barry Gibb, Mats Hallgren, Maurice Gibb, Robin Gibb                         |
| 1977  | Morgon         | Lilla Tant Sofi                                                                                 | Bert Östlund, Rosemarie Gröning                                             |
| 1977  | Morgon         | Det Var Dig, Som Jag Aldrig Skulle Glömma (Leave All Your Troubles till Tomorrow)               | Peter Wanngren, Rosemarie Gröning                                           |
| 1977  | Morgon         | Jag Ska Gå Nu (When I Need You)                                                                 | Albert Hammond, Carole Bayer Sager, Monica Forsberg                         |
| 1979  | Liv Och Kärlek | Vem Vill Ta (Den) Chansen (Under Fire)                                                          | B. A. Robertson, Monica Forsberg, Terry Britten                             |
| 1979  | Liv Och Kärlek | Paradis                                                                                         | Christer Wickman, Lasse Svensson, Siw Inger                                 |
| 1979  | Liv Och Kärlek | Ensamhet (Solitaire)                                                                            | Ingela Forsman, Neil Sedaka                                                 |
| 1979  | Liv Och Kärlek | Det Är Som Om Jag Nu Först Börjat Leva (I Wish You Hadn’t Told Me You Were Sorry)               | Connie Samovitz, Ingela Forsman, Michael Mish                               |
| 1979  | Liv Och Kärlek | Superman (Trojan Horse)                                                                         | Ingela Forsman, Janschen En Janschens                                       |
| 1979  | Liv Och Kärlek | Jag Vill Tänka På Mitt Liv Med Tacksamhet (I Just Fall in Love Again)                           | Gloria Sklerov, Harry Lloyd, Larry Herbstritt, Monica Forsberg, Steve Dorff |
| 1979  | Liv Och Kärlek | Jag Har Tröttnat På Drömmar (You Can’t Make Love to a Memory)                                   | Ingela Forsman, Ronald J. Jankowski                                         |
| 1979  | Liv Och Kärlek | Varför (Bright Eyes)                                                                            | Mike Batt, Morgot Borgström                                                 |
| 1979  | Liv Och Kärlek | Den Ensamme Herden (Der einsame Hirte)                                                          | Ingela Forsman, James Last                                                  |
| 1979  | Liv Och Kärlek | Den Som Aldrig Ger (Wer sich selbst nur liebt)                                                  | Frank Thorsten, Ingela Forsman, Joachim Heider, Roland Kaiser               |
| 1979  | Liv Och Kärlek | Vårt Liv Och Vår Kärlek (Three Times a Lady)                                                    | Lionel Richie, Mona Halldeby                                                |

## Source de la traduction
- (de) Cet article est partiellement ou en totalité issu de l’article de Wikipédia en allemand intitulé « Siw Inger » (voir la liste des auteurs).